# Velikeolaszi
Velikeolaszi (horvátul: Oljasi) falu Horvátországban, Pozsega-Szlavónia megyében. Közigazgatásilag Velikéhez tartozik.

## Fekvése
Pozsegától légvonalban 11, közúton 13 km-re északnyugatra, községközpontjától légvonalban 8, közúton 12 km-re délnyugatra, a Papuk-hegység déli lejtői alatt, a Pozsegai-medencében, Lučinci és Toranj között fekszik.

## Története
A középkorban a velikei várhoz tartozó uradalomhoz kapcsolódott.[forrás?] Nevét magyar névadással valószínűleg azokról az olasz hospes telepesekről kapta, akik a vár vonzásában kerültek ide.[forrás?] Horvát neve a magyarból való.
A térséget 1532-ben szállta meg a török. A török uralom idején Boszniából érkezett pravoszláv szerbek települtek ide. 1698-ban „Olyazi” néven 4 portával szerepel a török uralom alól felszabadított szlavóniai települések összeírásában.
 Az első katonai felmérés térképén „Dorf Oljajscze” néven látható.
Lipszky János 1808-ban Budán kiadott repertóriumában „Olyaszy” néven szerepel. Nagy Lajos 1829-ben kiadott művében „Olaszi” néven 19 házzal és 149 ortodox vallású lakossal találjuk. 1857-ben 135, 1910-ben 240 lakosa volt. 1910-ben a népszámlálás adatai lakosságának 89%-a szerb, 9%-a horvát anyanyelvű volt. Pozsega vármegye Pozsegai járásának része volt. Az első világháború után 1918-ban az új szerb-horvát-szlovén állam, majd később (1929-ben) Jugoszlávia része lett. 1991-ben lakosságának 97%-a szerb, 3%-a horvát nemzetiségű volt. 2001-ben 63 lakosa volt.

## Lakossága
| Lakosság változása | Lakosság változása | Lakosság változása | Lakosság változása | Lakosság változása | Lakosság változása | Lakosság változása | Lakosság változása | Lakosság változása | Lakosság változása | Lakosság változása | Lakosság változása | Lakosság változása | Lakosság változása | Lakosság változása | Lakosság változása |
| ------------------ | ------------------ | ------------------ | ------------------ | ------------------ | ------------------ | ------------------ | ------------------ | ------------------ | ------------------ | ------------------ | ------------------ | ------------------ | ------------------ | ------------------ | ------------------ |
| 1857               | 1869               | 1880               | 1890               | 1900               | 1910               | 1921               | 1931               | 1948               | 1953               | 1961               | 1971               | 1981               | 1991               | 2001               | 2011               |
| 135                | 131                | 144                | 178                | 210                | 240                | 246                | 246                | 189                | 191                | 195                | 150                | 132                | 104                | 59                 | 63                 |